# Komal Rajya Lakshmi Devi
Komal Rajya Lakshmi Devi (कोमल राज्य लक्ष्मी देवी - Komala Rājya Lakṣmī Devī; Bagmati, 18 febbraio 1951) è stata l'ultima regina del Nepal.
È stata deposta il 28 maggio 2008 in occasione della proclamazione della Repubblica. Proveniva dalla potente famiglia Rana, ed era sorella della defunta regina Aishwarya e della defunta principessa Prekshya.

## Biografia
È nata a Bagmati il 18 febbraio 1951 e il 1º maggio 1970 in Katmandu ha sposato il principe Gyanendra Bir Bikram Shah Dev (suo cugino di secondo grado), divenuto Re del Nepal nel giugno del 2001.
La nuova Regina ha dovuto affrontare il difficile periodo che ha seguito il massacro reale, al quale è sopravvissuta pur riportando gravi ferite, caratterizzato dall'inasprimento della lotta maoista e dalla estromissione della Corona dai poteri dello Stato nell'aprile del 2006.
Komal ha dato al re Gyanendra un figlio ed una figlia:
- Paras, principe ereditario, sposato con Himani Rajya Lakshmi Devi.
- Prerana, sposata con Kumar Raj Bahadur Singh.

## Le tre sorelle Rana
Komal è sorella della regina Aishwarya e della principessa Prekshya, figlie del luogotenente generale Kendra Shamsher Jang Bahadur Rana e della Rani Shree Rajya Lakshmi Devi, principessa cadetta della famiglia Reale nepalese.
Le tre principesse della famiglia Rana hanno sposato i tre figli del re Mahendra Bir Bikram Shah Dev: Birendra, Gyanendra e Dhirendra; di questi tre, i primi due sono stati a loro volta regnanti.